# Place fortifiée d'Épinal
La place fortifiée d'Épinal est une place de première ligne de défense du système défensif Séré de Rivières entre celles de Toul et de Belfort.
| \| Brest Cherbourg Paris Lille Maubeuge Verdun Toul Épinal Belfort Besançon Langres Dijon Lyon Albertville Grenoble Briançon Nice Toulon \| Les principales places fortifiées entre 1874 et 1918 (système Séré de Rivières). |
| Brest Cherbourg Paris Lille Maubeuge Verdun Toul Épinal Belfort Besançon Langres Dijon Lyon Albertville Grenoble Briançon Nice Toulon                                                                                        |

## Histoire
Au lendemain de la défaite traumatisante de 1870-1871, la place d'Épinal, important nœud de communications routières et ferroviaires, est choisie, avec Belfort, Toul et Verdun pour constituer la « première ligne » du système de défense mis au point par Séré de Rivières.
La première ligne de défense, dans l’Est de la France à proximité de la frontière, est formée par plusieurs rideaux d’ouvrages. La place fortifiée d'Épinal (ou camp retranché) est située entre la trouée de Charmes et le rideau défensif de la haute Moselle.
Le principe du camp retranché est la concentration de l’artillerie dans les forts permanents construits autour de la ville. La distance par rapport à la ville correspond à la portée des canons et la distance entre les forts permet une défense mutuelle.
Le camp retranché d'Épinal comprenait vers la fin du XIXe siècle les forts Séré de Rivières construits entre 1874 et 1886, et de nombreuses batteries.
Après le décret du 21 janvier 1887 pris par le général Boulanger, alors ministre de la guerre, les bâtiments militaires sont rebaptisés du nom d'une gloire, si possible militaire et locale. Ainsi, les forts prennent de nouveaux noms. Localement, ces « nouveaux » noms ne s'imposeront pas vraiment parmi la population.
Aujourd’hui, la plupart de ces différents sites de cet ensemble ont perdu leur usage militaire : ils sont pour la plupart à l'abandon.

## Description
- Fort d'Arches
- Fort de Dogneville
- Fort de Longchamp
- Batterie de la Voivre
- Ouvrage de Deyvillers
- Fort des Adelphes
- Fort de Razimont
- Fort de la Mouche
- Réduit du Bois d'Arches
- Fort du Bambois
- Batterie des Friches
- Fort du Roulon
- Batterie du Thiéha
- Fort de Girancourt
- Batterie de Sanchey
- Fort d'Uxegney
- Fort de Bois-l'Abbé
- Fort de la Grande Haye